# شیکوتیمی
شیکوتیمی (فرانسوی: Chicoutimi‎؛ ‏‎/ʃɪˈkuːtɪmɪ/‎) پرجمعیت‌ترین منطقهٔ شهری سگنه در استان کبک کاناداست که در هم‌ریزگاه دو رودخانهٔ شیکوتیمی و سگنه واقع شده‌است. در سده بیستم میلادی، شیکوتیمی به مرکز اداری و تجاری اصلی منطقه سگنه–لاک-سن-ژان تبدیل شد. مطابق آمار سال ۲۰۲۱ جمعیت این ناحیه ۶۹٬۰۰۴ بود.